# صحن قدس

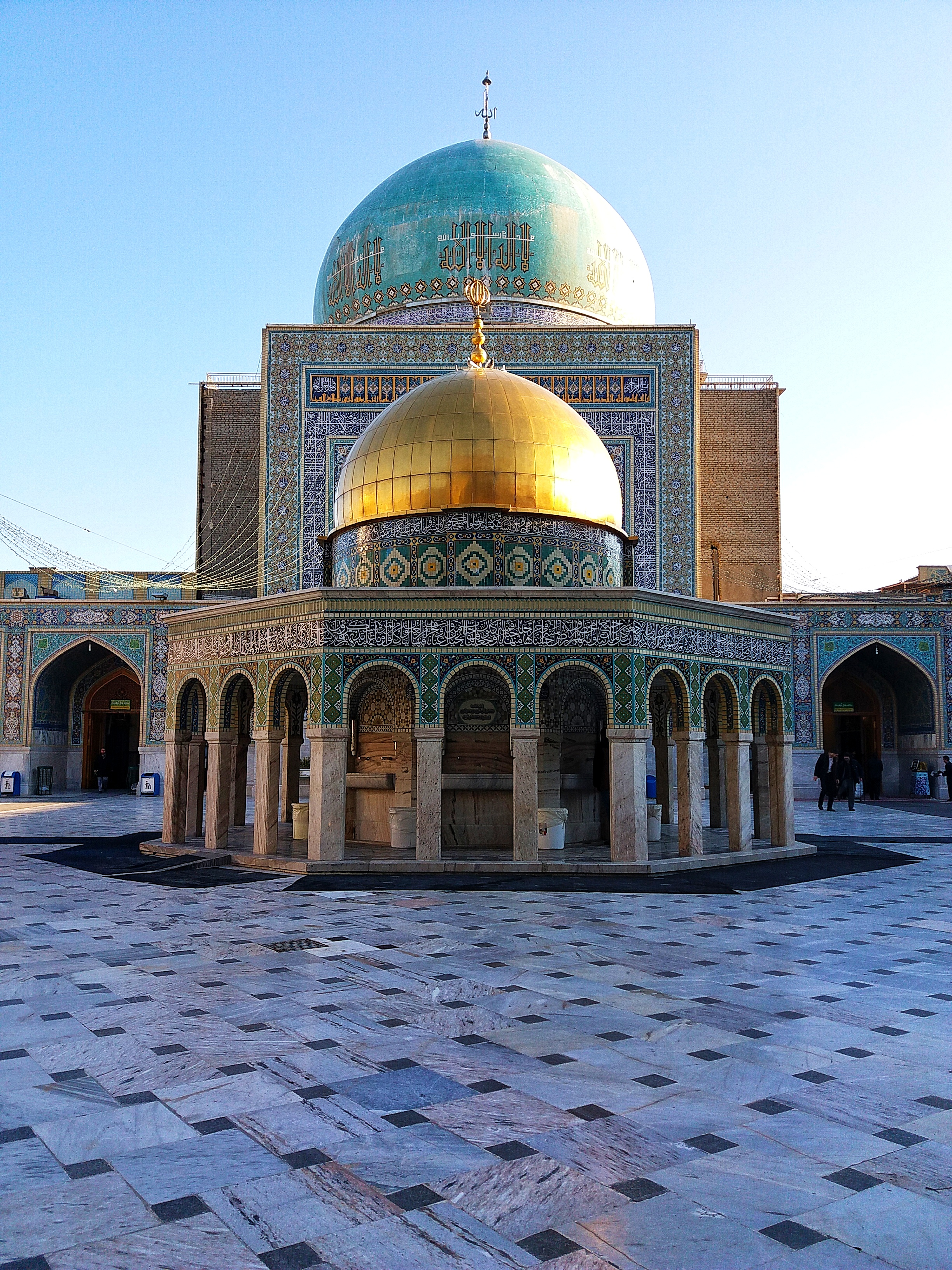
صحن قدس

صحن قدس از صحن‌های جدید حرم امام رضا است که پس از انقلاب ۱۳۵۷ ساخته شده‌است. این صحن، مستطیل‌شکل و در اندازه‌های ۶۴/۷۰ در ۴۰ متر است و در سال ۱۳۶۷ به بهره‌برداری رسید.

## موقعیت
صحن قدس در جنوب مسجد گوهرشاد و شمال صحن پیامبر اعظم واقع شده‌است. از سمت شرق با رواق امام خمینی و از سمت غرب با بست شیخ بهایی مجاور است. فضای باز صحن در حدود ۳۸ در ۶۴ متر است و مساحت کل بنا با محاسبهٔ فضاهای بستهٔ اطراف، حدود ۴۸۰۰ متر است. زیربنای صحن ۲۵۳۸ متر است.

## جزئیات
این صحن چهارایوانی است و ۲۰ غرفه، ۲۸ حجره و شش ورودی دارد. ایوان جنوبی یا قبله، مشابه ایوان مقصوره در مسجد گوهرشاد بنا شده که امروزه آن را حسینیه حرم نامیده اند که عمق آن ۱۵ متر، عرض ۱۲ متر و ارتفاع آن ۱۶ متر است. این ایوان دارای محرابی با ازاره و دور سنگ است. کتیبه‌ای به خطوط ثلث و کوفی و رنگ طلایی و دربردارندهٔ سورهٔ نور از تزئینات این ایوان است. دیگر تزئینات ایوان شامل کاشی معرق، رسمی‌بندی، معرق آجر و مقرنس است. ایوان شمالی صحن که متصل به مسجد گوهرشاد است، متقارن با ایوان جنوبی است. ۲ متر عمق، ۱۰ متر عرض و ۱۶ متر ارتفاع دارد. ایوان شرقی ورودی به رواق امام خمینی و صحن جامع پیامبراعظم و ایوان غربی ورودی به بست شیخ بهایی است که به نام «باب‌الانبیاء» خوانده می‌شود. در میان صحن، سقاخانه‌ای به‌شکل بنای قبةالصخره در ابعاد یک‌هشتم ساخته شده‌است.